# Пратт, Авадагин
Авада́гин Пратт (англ. Awadagin Pratt; род. 6 марта 1966, Питсбург) — американский пианист.

## Биография
С детства Пратт совмещал занятия скрипкой и фортепиано с игрой в теннис. В 16 лет, поступая в Иллинойсский университет, он выбрал музыку, однако начал учиться как скрипач. Затем Пратт перевёлся в Балтиморскую консерваторию, где постепенно переключился со скрипки на фортепиано. Чернокожий музыкант с дредлоками и причудливой манерой одеваться, Пратт представлял собой довольно колоритное явление на академической музыкальной сцене.
Первое признание пришло к Пратту в 1992 году с победой на Наумбурговском конкурсе пианистов. После этой победы его концертная карьера пошла в гору, он записал пять альбомов. С 2004 года Пратт преподаёт на музыкальном факультете Университета Цинциннати.
В репертуаре Пратта ведущее место занимают Иоганн Себастьян Бах, Бетховен, Лист, Брамс, Франк. Среди его записей также «Картинки с выставки» Модеста Мусоргского.